# Coelinius longiterga
Coelinius longiterga är en stekelart som beskrevs av Sharma 1984. Coelinius longiterga ingår i släktet Coelinius och familjen bracksteklar. Inga underarter finns listade i Catalogue of Life.